# Weiden
Weiden, oficialmente Weiden no Alto Palatinado (em alemão:  Weiden in der Oberpfalz), é uma cidade da Alemanha localizada na região administrativa do Alto Palatinado, estado da Baviera.
Weiden é uma cidade independente (Kreisfreie Städte) ou distrito urbano (Stadtkreis), ou seja, possui estatuto de distrito (kreis).